# Rodéo chilien
Pour les articles homonymes, voir Rodéo (homonymie).

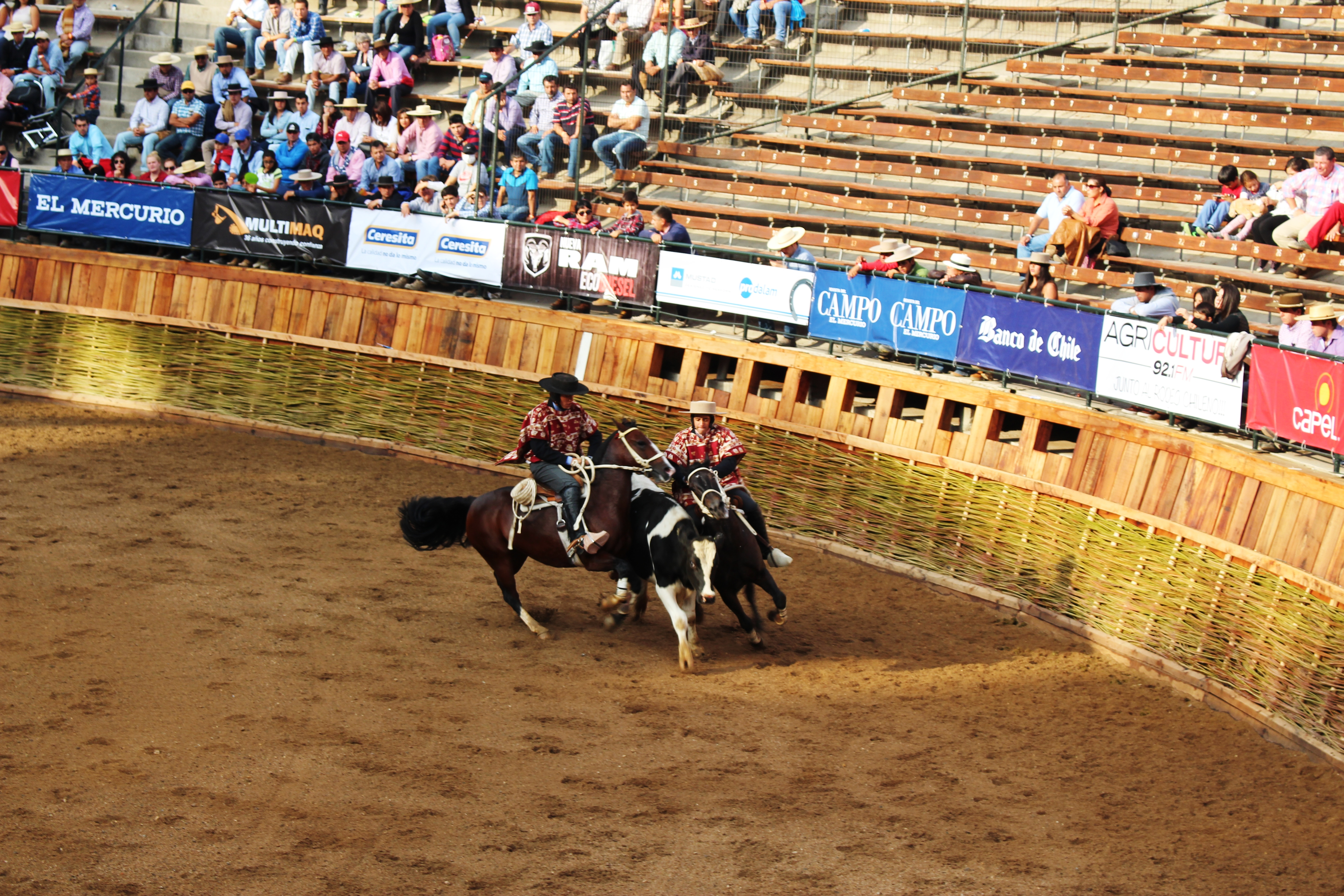

Le rodéo chilien est le deuxième sport le plus populaire au Chili après le football. Il est considéré comme un sport national. Le rodéo chilien est pratiqué dans toute la campagne du pays principalement dans le secteur du Chili central. Le Rodéo est constitué par ce que l'on appelle collera,  composé de deux Huasos, ouvriers agricoles chiliens, montés sur leurs chevaux, qui doivent arrêter le taureau. Un règlement strict arbitre ce sport dont l'un des points oblige les chevaux à être d'origine chilienne, et les cavaliers des huasos authentiques. 
Les rodéos chiliens se disputent dans des arènes en forme de corral appelées Medialuna.

## Chili championnat national
Le Champion de Chile est le plus important tournoi de ce sport. Tenue de chaque mois d'avril à Rancagua.
| Année | Ville        | Cavalier 1            | Cavalier 2          | Cheval 1      | Cheval 2    | Score | Association  |
| ----- | ------------ | --------------------- | ------------------- | ------------- | ----------- | ----- | ------------ |
| 1949  | Rancagua     | Ernesto Santos        | José Gutiérrez      | Vanidosa      | Bototo      | 15    | Temuco       |
| 1950  | San Fernando | Roberto Palacios      | Jesús Bustamante    | Caduca        | Satín       | 16    | San Clemente |
| 1951  | Rancagua     | Manuel Bustamante     | Antonio Ríos        | Prestigio     | Pichanguero | 21    | Hospital     |
| 1952  | Chillán      | René Urzúa            | Francisco Jara      | Jovencita     | Algún Día   | 14    | Chépica      |
| 1953  | Curicó       | René Urzúa            | Pedro Lorca         | Secretaria    | Picantita   | 16    | Chépica      |
| 1954  | Los Andes    | Alberto Montt         | Mario Molina        | Perro         | Estropajo   | 21    | Rengo        |
| 1955  | Melipilla    | Santiago Urrutia      | Atiliano Urrutia    | Marmota       | Mentita     | 20    | Parral       |
| 1956  | Chillán      | Abelino Mora          | Eliseo Calderón     | Cervecero     | Latosito    | 18    | Temuco       |
| 1957  | Curicó       | René Urzúa            | Luis Mayol          | Cuspe         | Reñoso      | 15    | Chimbarongo  |
| 1958  | Osorno       | Alejandro Hott        | Julio Hott          | Huilcoco      | Felizcote   | 16    | Río Bueno    |
| 1959  | Melipilla    | Eduardo Siebet        | Raúl González       | Ña Popa       | Balita      | 20    | Osorno       |
| 1960  | Maipú        | Rodolfo Bustos        | Segudo Zúñiga       | Por si Acaso  | Broche      | 13    | San Carlos   |
| 1961  | Maipú        | Abelino Mora          | Miguel Lamoaliatte  | Aceitaíta     | Pluma       | 17    | Temuco       |
| 1962  | Los Ángeles  | Ramón Cardemil        | Ruperto Valderrama  | Manicero      | Matucho     | 19    | Curicó       |
| 1963  | Linares      | Ramón Cardemil        | Ruperto Valderrama  | Envidia       | Venganza    | 18    | Curicó       |
| 1964  | Ovalle       | José Manuel Aguirre   | Guillermo Aguirre   | Ñipán         | Reparo      | 16    | Los Angeles  |
| 1965  | San Fernando | Ramón Cardemil        | Ruperto Valderrama  | Manicero      | Matucho     | 22    | Curicó       |
| 1966  | Valdivia     | Abelino Mora          | Miguel Lamoliatte   | Aceitata      | Flecha      | 24    | Temuco       |
| 1967  | Rancagua     | Ramón Cardemil        | Ruperto Valderrama  | Percala       | Pelotera    | 24    | Curicó       |
| 1968  | Rancagua     | Ramón Cardemil        | Ruperto Valderrama  | Manicero      | Trampero    | 29    | Curicó       |
| 1969  | Talca        | Santiago Urrutia      | Samuel Parot        | Barranco      | Huachipato  | 27    | Parral       |
| 1970  | Osorno       | Pablo Quera           | Raúl Cáceres        | Chinganero    | Barquillo   | 25    | Curicó       |
| 1971  | Talca        | Carlos Gaedicke       | Arno Gaedicke       | Manojo        | Mala Cara   | 21    | Puerto Octay |
| 1972  | Rancagua     | Ricardo de la Fuente  | Ubaldo García       | Risueña       | Borrachita  | 17    | Osorno       |
| 1973  | Rancagua     | Ramón Cardemil        | Manuel Fuentes      | Tabacón       | Trampero    | 22    | Curicó       |
| 1974  | Talca        | Sergio Bustamante     | Jesús Bustamante    | Forastero     | Carretera   | 25    | Graneros     |
| 1975  | Rancagua     | Pablo Quera           | Raúl Cáceres        | Tranquila     | Malagueña   | 20    | Curicó       |
| 1976  | Rancagua     | Ramón Gonzalez        | Pedro Vergara       | Placer        | Angamos     | 26    | Rancagua     |
| 1977  | Rancagua     | Samuel Parot          | Eduardo Tamayo      | Guariqueque   | Desiderio   | 27    | Osorno       |
| 1978  | Rancagua     | Luis Domínguez        | Alberto Schwalm     | Vistazo       | Estribillo  | 25    | Osorno       |
| 1979  | Rancagua     | Ricardo de la Fuente  | Julio Buschman      | Agora Qué     | Rastrojo    | 22    | Osorno       |
| 1980  | Rancagua     | Ricardo de la Fuente  | Enrique Schwalm     | Vespertino    | Estribillo  | 22    | Osorno       |
| 1981  | Rancagua     | Ramón Cardemil        | Manuel Fuentes      | Bellaco       | Rival       | 22    | Curicó       |
| 1982  | Rancagua     | René Guzmán           | Boris Guzmán        | Taponazo      | Enzarte     | 21    | Mulchén      |
| 1983  | Rancagua     | Leonardo García       | Daniel Rey          | Alborada      | Ronquerita  | 23    | Temuco       |
| 1984  | Rancagua     | Felipe Jiménez        | Hugo Navarro        | Vanidoso      | Auquincano  | 26    | Chillán      |
| 1985  | Rancagua     | Hernán Cardemil       | Juan Pablo Cardemil | Rumana        | Atinada     | 25    | Curicó       |
| 1986  | Rancagua     | Hugo Cardemil         | Guillermo Barra     | Salteador III | Pensamiento | 23    | Curicó       |
| 1987  | Rancagua     | Juan Carlos Loaiza    | Carlos Mondaca      | Papayero      | Rico Raco   | 22    | Valdivia     |
| 1988  | Rancagua     | Juan Carlos Loaiza    | Carlos Mondaca      | Papayero      | Rico Raco   | 35    | Valdivia     |
| 1989  | Rancagua     | Jesús Bustamante      | Vicente Yañez       | Estribillo II | Consejero   | 34    | Rancagua     |
| 1990  | Rancagua     | Hugo Cardemil         | José Astaburuaga    | Lechón        | Reservado   | 31    | Curicó       |
| 1991  | Rancagua     | Hugo Cardemil         | José Astaburuaga    | Esquinazo     | Reservado   | 31    | Curicó       |
| 1992  | Rancagua     | Jesús Bustamante      | Vicente Yañez       | Esparramo     | Corsario    | 37    | Rancagua     |
| 1993  | Rancagua     | Hugo Cardemil         | José Astaburuaga    | Esquinazo     | Reservado   | 36    | Curicó       |
| 1994  | Rancagua     | Juan Carlos Loaiza    | Eduardo Tamayo      | Esbelta       | Escandaloza | 35    | Valdivia     |
| 1995  | Rancagua     | René Guzmán           | José Manuel Rey     | Pretal        | Canteado    | 40    | Melipilla    |
| 1996  | Rancagua     | René Guzmán           | José Manuel Rey     | Pretal        | Canteado    | 31    | Bío-Bío      |
| 1997  | Rancagua     | Alejandro Alvariño    | Héctor Navarro      | Amuleto       | Morenita    | 33    | Osorno       |
| 1998  | Rancagua     | José Manuel Pozo      | Alejandro Pozo      | Campo II      | Peumo       | 35    | Talca        |
| 1999  | Rancagua     | Mario Valencia        | Cristián Ramírez    | Bochinchero   | Huachaco    | 39    | Valparaíso   |
| 2000  | Rancagua     | Juan Carlos Loaiza    | Eduardo Tamayo      | Escorpión     | Talento     | 40    | Valdivia     |
| 2001  | Rancagua     | Juan Carlos Loaiza    | Luis Eduardo Cortés | Banquero      | Batuco      | 41    | Valdivia     |
| 2002  | Rancagua     | Juan Carlos Loaiza    | Eduardo Tamayo      | Talento       | Almendra    | 36    | Valdivia     |
| 2003  | Rancagua     | Sebastián Walker      | Camilo Padilla      | Lucero        | Destape     | 41    | Valdivia     |
| 2004  | Rancagua     | Gabriel Orphanopoulos | Mariano Torres      | Ahí No Mas    | Guapetón    | 34    | Linares      |
| 2005  | Rancagua     | Claudio Hernández     | Rufino Hernández    | Morenita      | Inventada   | 38    | Talca        |
| 2006  | Rancagua     | Claudio Hernández     | Rufino Hernández    | Malulo        | Estruendo   | 48    | Bío-Bío      |
| 2007  | Rancagua     | Juan Carlos Loaiza    | Eduardo Tamayo      | Talento       | Fiestera    | 38    | Valdivia     |
| 2008  | Rancagua     | Jesús Rodríguez       | Christian Pooley    | Rangoso       | Canalla     | 37    | Cautín       |
| 2009  | Rancagua     | Emiliano Ruiz         | José Meza           | Distinguido   | Espinudo    | 39    | Cordillera   |
| 2010  | Rancagua     | Cristóbal Cortina     | Víctor Vergara      | Cumpa         | Tio Pedro   | 36    | Cordillera   |
| 2011  | Rancagua     | Germán Varela         | Pedro Vergara       | Fogoso        | Puntilla    | 35    | O'Higgins    |
| 2012  | Rancagua     | Juan Carlos Loaiza    | Eduardo Tamayo      | Cantora       | Alabanza    | 37    | Valdivia     |
| 2013  | Rancagua     | Gustavo Valdebenito   | Luis Corvalán       | Compadre      | Quiltralco  | 36    | Malleco      |
| 2014  | Rancagua     | Juan Carlos Loaiza    | Eduardo Tamayo      | Dulzura       | Delicada    | 38    | Valdivia     |